# Saint-Benoît-de-Frédefont
Pour les articles homonymes, voir Saint-Benoît.
Saint-Benoît-de-Frédefont, connu sous la Révolution sous le nom d'Agros, est une ancienne commune du Tarn, supprimée en 1832. Le bourg de Saint-Benoît-de-Frédefont est annexé par la commune de Lamillarié. Le village de Poulan, rattaché à la commune en 1830, en est détaché, pour former avec l'ancienne commune de Pouzols la nouvelle commune de Poulan-Pouzols.